# Крстович, Никола
Никола Крстович (черног. Никола Крстовић / Nikola Krstović; 5 апреля 2000, СРЮ) — черногорский футболист, нападающий итальянского клуба «Лечче» и сборной Черногории.

## Карьера
Никола выступает за команду «Зета» из города Голубовци. В сезоне 2015/16 сыграл 27 матчей и забил 43 гола в молодёжном чемпионате Черногории.
23 апреля 2016 года Крстович дебютировал в основном составе «Зеты» в гостевом матче против «Искры», заменив на 67-й минуте встречи Филипа Кукуличича. После этого выходил на поле ещё в трёх матчах взрослой команды.

## Достижения

### Личные
- Футболист года в Черногории: 2024